# فينيسيوس فيريرا دي سوزا
فينيسيوس فيريرا دي سوزا هو لاعب كرة قدم برازيلي في مركز الوسط، ولد في 2 ديسمبر 1988 في كامبيناس في البرازيل. لعب مع نادي دلهي ديناموس.

## وصلات خارجية
- فينيسيوس فيريرا دي سوزا على موقع قاعدة بيانات كرة القدم.إي يو (الإنجليزية)
- فينيسيوس فيريرا دي سوزا على موقع Soccerway.com (الإنجليزية)